# Ханкэуць
Ханкэуць (рум. Hancăuți, Ганкауцы) — село в Единецком районе Молдавии. Относится к сёлам, не образующим коммуну.

## География
Село расположено на высоте 162 метров над уровнем моря.

## Население
По данным переписи населения 2004 года, в селе Ханкэуць проживает 1122 человека (537 мужчин, 585 женщин).
Этнический состав села:
| Национальность | Число жителей | Процентный состав |
| -------------- | ------------- | ----------------- |
| молдаване      | 1106          | 98.57             |
| румыны         | 8             | 0.71              |
| русские        | 5             | 0.45              |
| украинцы       | 3             | 0.27              |
| Всего          | 1122          | 100%              |